# Géographie du Honduras
Le Honduras est un pays d'Amérique centrale. À la fois entouré par la mer des Caraïbes et l'océan Pacifique, le pays est situé à l'est du Guatemala, à l'est- nord-est du Salvador et au nord-nord-ouest du Nicaragua.
Le Honduras se trouve à 15° Nord et 86° Ouest. Sa superficie  est de 112 090 km2. Les frontières s'étendent sur 1 520 kilomètres de longueur, 256 avec le Guatemala, 342 avec le Salvador et 922 avec le Nicaragua. Le Honduras possède 820 kilomètres de côtes.

## Hydrologie
De même que ses voisines d'Amérique centrale jusqu'au Yucatan mexicain, et les régions nord de l'Amérique du Sud jusqu'aux bouches de l'Amazone, le Honduras fait partie d'une des régions les plus arrosées de la planète (seulement dépassée par l'extrême sud-est de l'Asie).
D'après Aquastat, la hauteur d'eau annuelle moyenne des précipitations est de 1 976 mm, soit pour une superficie de 112 090 kilomètres carrés, un volume de précipitations annuelles de 221,43 kilomètres cubes (soit près de 88 % du chiffre de l'Allemagne qui est de 249,96 km3).
De ce volume précipité, l'évapotranspiration et les infiltrations consomment une bonne soixantaine de pourcents, soit 134,51 km3. Restent 86,92 kilomètres cubes de ressources d'eau superficielle produites annuellement sur le territoire du pays (en interne). De plus une quantité de 9,009 kilomètres cubes d'eau souterraine est produite chaque année, en interne également.
Les ressources totales en eau du pays s'élèvent donc ainsi à 95,929 km3, toutes produites en interne (95 milliards 929 millions de mètres cubes), soit pour une population estimée à 8,5 millions d'habitants en 2008, environ 12 000 m3 d'eau par habitant, ce qui doit être considéré comme très satisfaisant et très largement suffisant.
Il faut ajouter qu'une modeste quantité d'eau quitte annuellement le territoire à destination de ses voisins : 8,5 km3, et ce en direction du Guatemala par le rìo Motagua, et du Salvador via le río Lempa et le río Goascorán.

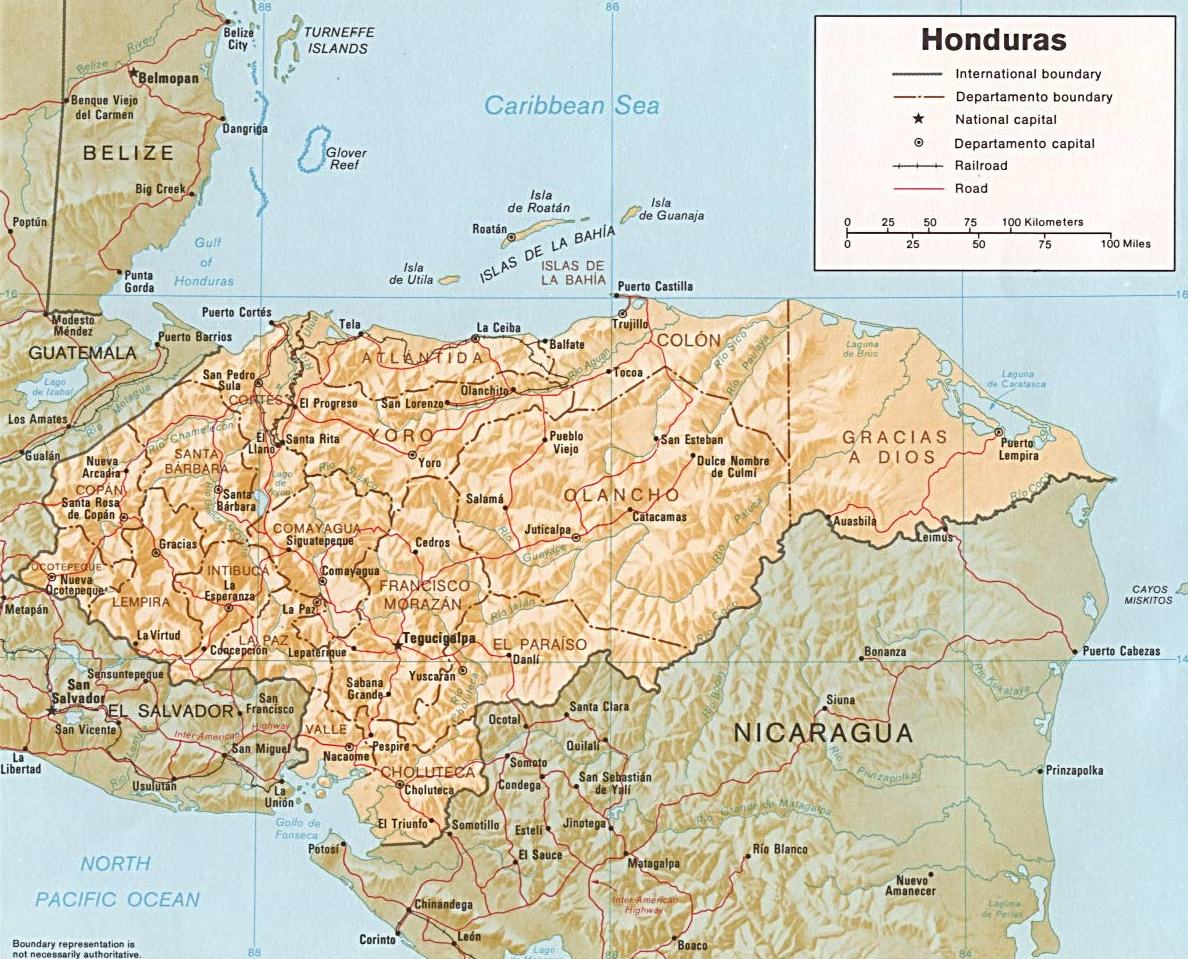
Carte du Honduras.